# コンセイインコ
コンセイインコ（Vini ultramarina）は、オウム目インコ科に分類される鳥類。

## 分布
フランス（マルキーズ諸島）固有種

## 形態
全長14cm。上面や額は青い羽毛で覆われ、尾羽に近くなるほど淡青色になる。頭頂から後頸にかけては暗青色の羽毛で覆われる。頬から胸部にかけては白い羽毛で覆われ、暗青色の斑紋が入る。胸部は暗青色、腹部は白、尾羽基部の下面（下尾筒）は緑青色の羽毛で覆われる。
虹彩は黄褐色。嘴の色彩はオレンジ色で、先端が黒い。後肢の色彩はオレンジ色。

## 生態
標高500m以上の原生林に生息する。ペアもしくは小規模な群れを形成し生活する。
食性は植物食傾向の強い雑食で、花やその蜜、花粉、果実、昆虫類などを食べる。
繁殖形態は卵生。6-8月に樹洞（折れた幹、ココナシの実に空いた穴、他の鳥類の古巣を用いた例もある）に巣を作り、1回に2個の卵を産む。飼育下では雛は孵化してから8週間で巣立った例がある。

## 人間との関係
クマネズミによる捕食などにより生息数は激減している。かつては低地にも生息していたが、クマネズミによる捕食により生息することはまれになった。元来の生息地であるウア・プ島やヌク・ヒヴァ島では近年の観察例が無く絶滅した可能性もある。1940年にウア・フカ島、1991年にファトゥ・ヒヴァ島といった同じマルキーズ諸島のネズミのいない島へ移入され、ウア・フカ島は1991年における生息数は1,000-1,500羽、ファトゥ・ヒヴァ島は1997年における生息数は51羽と推定されている。